# جبال جلبوع
جبال جلبوع (بالعبرية: הר הגלבוע - هار هاچلبوع) وتعرف أيضًا باسم جبل جلبوع، هي جبال تمتد غرب بيسان وشرق مرج ابن عامر الواقع شرق جنين. تعتبر امتدادًا لجبال نابلس ويفصله عنها وادي شوباش. تمتد على شكل قوس قزح من الجنوب إلى الشمال حتى قرية زرعين، بطول 22 كم وبعرض 10 كم في الجنوب و3 كم في الشمال. مساحات واسعة من هذه الجبال عبارة عن محميات طبيعية.
وتتكون من جبل الشيخ برقان (497 متر)، وجبل أبو مدور (500 متر)، جبل المزار (350 متر)، جبل القليلة، جبل الشيخ عجمي وجبل أم غنمة. بالإضافة إلى منطقة أم الدرج، وهذه الإطلالة الجبلية تعني أن المشاهد يتمكن بالعين المجردة أن يرى ضمن دائرة واسعة من الأراضي، مدن مثل:
العفولة، الناصرة، حيفا، جنين، بيسان وأم الفحم، وأيضًا جبال عجلون الأردنية والجولان السورية وجبل الشيخ الذي تعلوه الثلوج، وجبال الجليل والكرمل وجبل عيبال حيث تتكئ عليه مدينة نابلس.
وقعت في جبال جلبوع معركة بين العبرانيين بقيادة شاؤول وبين الفلسطينيين بقيادة جالوت وقد هزم العبرانيون في المعركة. وقعت بالقرب من هذه الجبال معركة عين جالوت التي انتصر بها المسلمين على المغول، وكان قائدها قطز حاكم مصر، والذي أمر بقتل وفد هولاكو قائد وحاكم المغول وجيوشه من التتار.

## معرض الصور

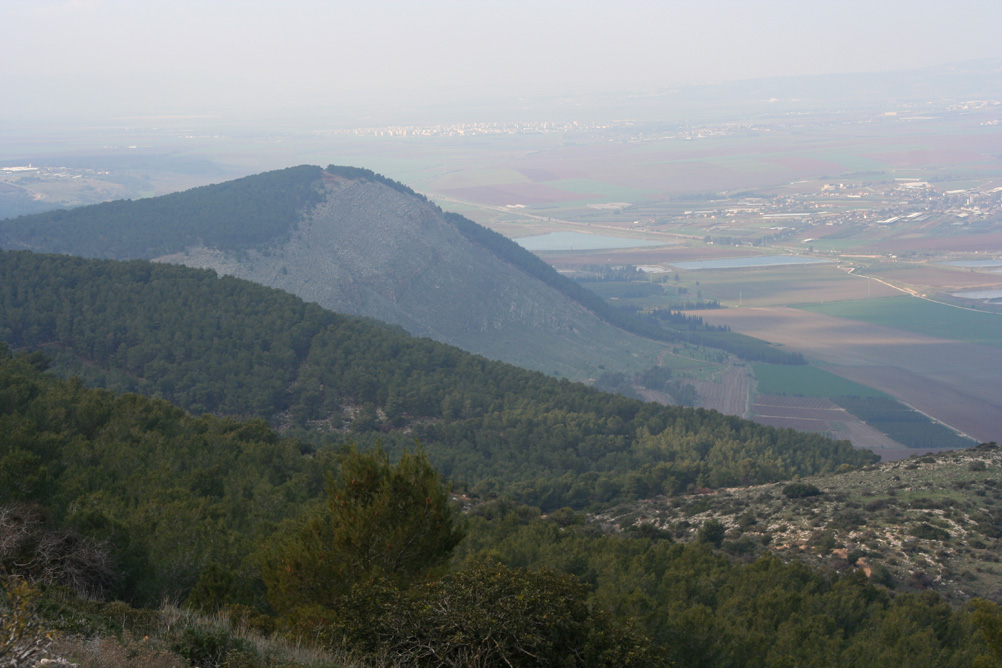
جبال جلبوع